# كريستيان درير
كريستيان درير (بالدنماركية: Christian Drejer)‏ مواليد 8 ديسمبر 1982 في كوبنهاغن، هو لاعب كرة سلة دانمركي معتزل. بدأ مسيرته الاحترافية في سنة 2004. تم اختياره من قبل فريق بروكلين نتس خلال الدرافت. يبلغ طوله 6 قدم 9 بوصة (2.1 م). اعتزل اللعب في 2008.

## المسيرة الاحترافية
لعب مع نادي برشلونة لكرة السلة في الدوري الإسباني في موسم 2004–2005، ثم لعب مع فيرتوس بالاكانسترو بولونيا من سنة 2005 إلى 2007، ثم لعب مع فيرتوس روما في الدوري الإيطالي في موسم 2007–2008.

## روابط خارجية
- كريستيان درير على موقع الاتحاد الدولي لكرة السلة (الإنجليزية)
- كريستيان درير على موقع الدوري الإسباني لكرة السلة (الإسبانية)
- كريستيان درير على موقع كرة السلة الأوروبية.كوم (الإنجليزية)
- كريستيان درير على موقع كلية كرة السلة في سبورتس رفرنس.كوم (الإنجليزية)
- كريستيان درير على موقع ريلجم (الإنجليزية)
- كريستيان درير على موقع بروبوليرز (الإنجليزية)
- كريستيان درير على موقع سبورتس رفرنس (الإنجليزية)